# Поцуоло (Пезаро и Урбино)
Поцуоло је насеље у Италији у округу Пезаро и Урбино, региону Марке.
Према процени из 2011. у насељу је живело 33 становника. Насеље се налази на надморској висини од 307 м.